# 《苦恋》风波
《苦恋》风波是指因《苦戀》及其改编电影于1981年在中國引发的全国性的大风波。《苦戀》是1979年9月白桦发表在月刊《十月》上的电影剧本。1980年，导演彭宁根据《苦戀》改编拍攝成电影《太阳和人》，這電影被禁映至今。

## 电影内容
1979年9月，文艺月刊《十月》1979年第3期上发表了作家白桦创作的一部电影文学剧本《苦恋》。1980年，导演彭宁将其拍成电影，更名为《太阳和人》。
《太阳和人》描写了画家凌晨光一生的遭遇。凌晨光少年丧父，家境贫寒，但很有才华，得到不少人的器重，生活上也处处得到人的照顾。青年时代，凌晨光被国民党捉壮丁，为渔家女绿娘所搭救，两人彼此相爱。后来凌晨光参加反饥饿、反内战、反迫害运动，被特务追捕，躲进轮船到了国外，并在国外发展，成为著名画家；在举办个人画展时，巧遇绿娘，两人结为伉俪。中华人民共和国成立后，为了报效祖国，凌晨光和绿娘抛弃了在国外的一切，毅然回国。1950年代，凌晨光度过了他时有苦恼却幸福欢乐的时光，但随后到来的文革摧毁了一切，一家三口被赶进破烂的斗室，凌晨光甚至在他生日时被打得遍体鳞伤。女儿无法忍受这样的生活，决定出国。女儿离开时遭到了凌晨光的反对，女儿反问：“您爱这个国家，苦苦地恋着这个国家，可这个国家爱您吗？”凌晨光无言以对。1976年为悼念周恩来，凌晨光在天安门广场贴出了《屈原问天》的画；人们寻找这位作者，却被他认为是便衣跟踪。凌晨光逃出北京，藏身芦苇荡，成为一个靠生鱼、老鼠粮生活的荒原野人，最终冻死在荒原之上。死时，凌晨光用最后的力量在洁白的雪地上爬出一个问号，问号的那一点就是他已经冷却的身体。

## 事件经过
从剧本改编到电影拍摄，围绕着这部作品的争论一直都没有停止过，并引起了中宣部和中央书记处的注意。1980年5月21日，中央书记处成员看了样片，并反对电影的拍摄。但王任重下达的指示留有余地：“修改不好电影剧本，就不要拍。”白桦和彭宁将样片拿到中国电影家协会放映，寻求支持；看过影片的七百多人都说好，感觉是在替知识分子说话。
1981年1月，中国电影家协会副主任林杉召集电影评论家、导演和编剧参加的座谈会，会上几乎一片颂扬声，少数持反对意见的人一发表看法就被打断，“形成一边倒的趋向”。然而，样片在解放军总政治部和中央党校放映时反响不尽相同：党校有说好的，但批评的意见占上风。有人说，白桦本来就是右派，搞文学工作的人太危险了。在1月14日至2月1日召开的全军政治工作会议上，则是一片反对之声。

### 批判升级
1981年4月20日，《解放军报》发表了署名为“本报特约评论员”的文章《四项基本原则不容违反——评电影文学剧本〈苦恋〉》，公开对作家、作品点名并批判。随后电台广播、全国十多家报纸、杂志，如《红旗》、《时代的报告》、《文学报》、《北京日报》、《长江日报》、《湖北日报》等媒体转载或配合发表了批判文章。
此文提到：“尽管作者曾说作品意在“表现中华民族的凝聚性和向心力”，然而，人们在作品里看到的恰恰是这种“凝聚性和向心力”如何遭到摧残。作品通过画家女儿之口提出的“您爱我们这个国家……可这个国家爱您吗”这句尖锐的问话，才是这部作品的真实主题。整个剧情都在阐发着这个主题。画家凌晨光“痴恋着祖国”，被摧残得家破人亡。与画家在苇荡相遇的历史学家冯汉声放弃了国外的“最现代化的生活”，落得个一辈子对祖国的“单相思”。与画家同船回国的诗人谢秋山夫妇，被逼得“夫南妻北”；当诗人看到妻子云英的“死亡通知书”时，画外音里传来了妻子的咳嗽声和她在归国船上所说的话音： “就会好的，回到祖国就会好的，一切都会好的。” 所有这些，实际上成了对于祖国的控诉和诅咒，是散布一种对祖国怀疑和怨恨的情绪。”

### 后续
围绕《解放军报》文章，社会上产生较大反响，且主要是由于文章对于作品的严厉批判类似文革时期。周扬、张光年、冯牧、陈荒煤等干部或文艺界人士对作品本身表示不认同，但反对《解放军报》的批判方式，同时倡导维护文艺界的稳定。《文艺报》等媒体抵制《解放军报》文章。
5月17日，胡耀邦在一次谈话中就《苦恋》表示“文艺战线形势是好的，成绩是主要的，缺点、错误是次要的”、“前些日子对《苦恋》的批评是可以的。但是现在看来批评的方法如果更稳妥，效果会更好些。批评是有好处的，为了帮助他们。但回过头来看，方法如果好一点，效果则会更好些”、“写《苦恋》的作家还是写了些好作品，但这篇（作品）是不健康的，有害的。军队对他的态度还是好的，但军报那种批评的措词，用的方法不稳妥”，并要求平息对《苦恋》的批判。此时胡乔木希望《人民日报》转发《解放军报》文章，找了邓小平。
7月17日，邓小平召集周扬、王任重、朱穆之、曾涛、胡绩伟就《苦恋》的问题进行讨论。周扬、曾涛、胡绩伟在讨论中表达对《解放军报》文章的反对。邓小平在谈话中肯定了《解放军报》文章对《苦恋》的批判，同时也表示“首先要肯定应该批评。缺点是，评论文章说理不够完满，有些方法和提法考虑得不够周到。《文艺报》要组织几篇评论《苦恋》和其他有关问题的质量高的文章。不能因为批评的方法不够好，就说批评错了”。当天邓小平讲话内容被整理为《关于思想战线上的问题的谈话》并收录于《三中全会以来重要文献选编》中。
8月3日至8日，中共中央召开思想战线座谈会。胡耀邦在会上承认自己没有及时注意到《苦恋》的批评工作，并表示“党对思想战线的领导处于软弱的状态”和强调“《苦恋》应该被批评”。会议最后一天，胡乔木在讲话中通过《苦恋》对文艺界提出了批评。其称“作者和编导都采用对比的手法， 极力向人们宣传这样一种观点：似乎 ‘四人帮’就是中国共产党，十年内乱就是社会主义；似乎在社会主义中国的人民并没有得到解放和幸福，而只有愚昧和迷信；似乎党和人民并没有对‘四人帮’进行斗争和取得历史性的胜利，因而在中国看不见一点儿光明，一点儿自由，知识分子的命运只是惨遭迫害和屈辱；似乎光明、自由只存在于美国，存在于资本主义世界，那里的知识分子自由生活的命运才是令人羡慕的。这种观点，正是资产阶级自由化思想的一种重要典型表现”、“像对于《苦恋》这样显然存在着严重政治错误的作品，我们的文艺批评界竟然长时间内没有给以应有的批评，直至让它拍成电影”、“我们再不能容忍这种状态继续存在下去了”。

## 相关
台湾导演王童于1982年拍摄同名影片。